# Oriolus sagittatus
La oropéndola estriada (Oriolus sagittatus) es una especie de ave paseriforme de la familia Oriolidae propia de Australasia. Es muy común en el norte y este de Australia y Nueva Guinea. 

## Descripción
Es un pájaro mediano y el más extendido de las oropéndolas de Australasia, es ruidoso y llamativo. No es brillante de color, es de color oliva respaldado con pequeñas vetas oscuras, con el pecho con ligeras rayas negras. Las hembras tienen el filo de las alas de color canela y ambos sexos tienen picos y ojos rojizos.

## Distribución y hábitat
Como el Oriole Verde se especializa en hábitats húmedos y vegetación espesa en la zona tropical del norte, el Oriolus sagittatus es más versátil y prefiere ambientes boscosos más abiertos, y tolera climas más secos (pero no del desierto). Común a muy común en el norte, Oriolus sagittatus se ve con menos frecuencia en el sur, pero sin embargo llega hasta el sureste de Australia del Sur . Su distribución va desde el norte de Australia Occidental a través de las costas este y sur a Victoria y la esquina de South Australia . La mayoría de las aves se reproducen durante la estación húmeda tropical, pero algunos migran al sur para reproducirse durante el verano austral.

## Subespecies
- Oriolus sagittatus sagittatus (Latham, 1802)
- Oriolus sagittatus magnirostris Oort, 1910
- Oriolus sagittatus affinis Gould, 1848
- Oriolus sagittatus grisescens Schodde & Mason, 1999